# Picumnus exilis
Picumnus exilis là một loài chim trong họ Picidae.